# كوروملي
كوروملي (بالكردية: Bêspin؛ بالتركية: Görümlü) هي بلدة كردية تتبع إداريّاً لمديرية سلوبي التابعة لولاية شرناق في جنوب شرق تركيا بمنطقة كردستان تركيا. تنقسم البلدة إلى ثلاثة احياء سكنية، وبلغ عدد سكانها 5,004 نسمة في عام 2021.